# Xavier Pla i Barbero
Xavier Pla i Barbero (Girona, 1966) és un filòleg català.

## Biografia
És llicenciat en filologia catalana i francesa, i doctor en Lletres per la Universitat de París-Sorbona (París IV) el 1996. És professor de Literatura Catalana Contemporània i Teoria de la Literatura a la Universitat de Girona i col·labora a La Vanguardia i El Temps. És membre del Patronat de la Fundació Josep Pla, de Palafrugell, des del 1998, i ha editat llibres de Josep Pla, Eugeni d'Ors i Eugeni Xammar. El 2014 edità i prologà La vida lenta. Notes per a tres diaris (Destino), un llibre inèdit que recull les anotacions de Josep Pla els anys 1956, 1957 i 1964. El 2015 fou guardonat amb el Premi Nacional de Cultura «per la seva tasca de recerca i la seva mirada acadèmica a la creació d'un dels grans autors de la literatura catalana de tots els temps».

## Obres
- Josep Pla: ficció autobiogràfica i veritat literària. Quaderns Crema, 1997, ISBN 9788477272366 (Premi Crítica Serra d'Or d'Assaig, 1998)
- Simenon i la connexió catalana. Edicions Tres i Quatre, 2007, ISBN 9788475027760 (Premi Joan Fuster d'assaig, 2006)
- Un cor furtiu. Vida de Josep Pla. Ediciones Destino, col·lecció "L'Àncora", 2024, ISBN 9788419734082